# كازيميرز بيشوفسكي
كازيميرز بيشوفسكي (

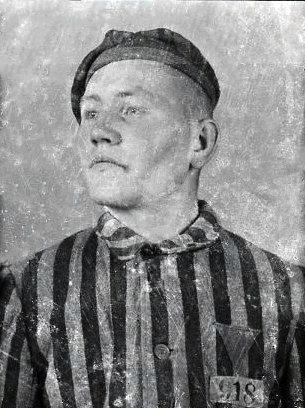
كازيميرز بيشوفسكي (KL أوشقيز، 918)

pronounced ‎[kaˈʑimjɛʂ pjɛˈxɔfskʲi]‏ ؛ 3 أكتوبر 1919 - 15 ديسمبر 2017)  كان مهندسًا بولنديًا خلال الجمهورية البولندية الثانية، وسجينًا سياسيًا للنازيين الألمان في معسكر اعتقال أوشفيتز، وهو جندي من الجيش البولندي المحلي (Armia Krajowa) سجن لمدة سبع سنوات لحكومة بولندا الشيوعية ما بعد الحرب.
كان معروفًا بهروبه من محتشد أوشفيتز الأول، إلى جانب ثلاثة سجناء آخرين، جميعهم يرتدون ملابس أعضاء توتنكوبف-إس إس، وهم مسلحون بالكامل في سيارة موظفي شوتزشتافل مسروقة، حيث طردوا البوابة الرئيسية — «مشهود لهم عالميًا. .. [الفذ] من الشجاعة والشجاعة الاستثنائية»، على حد تعبير Kazimierz Smoleń.

## السجن

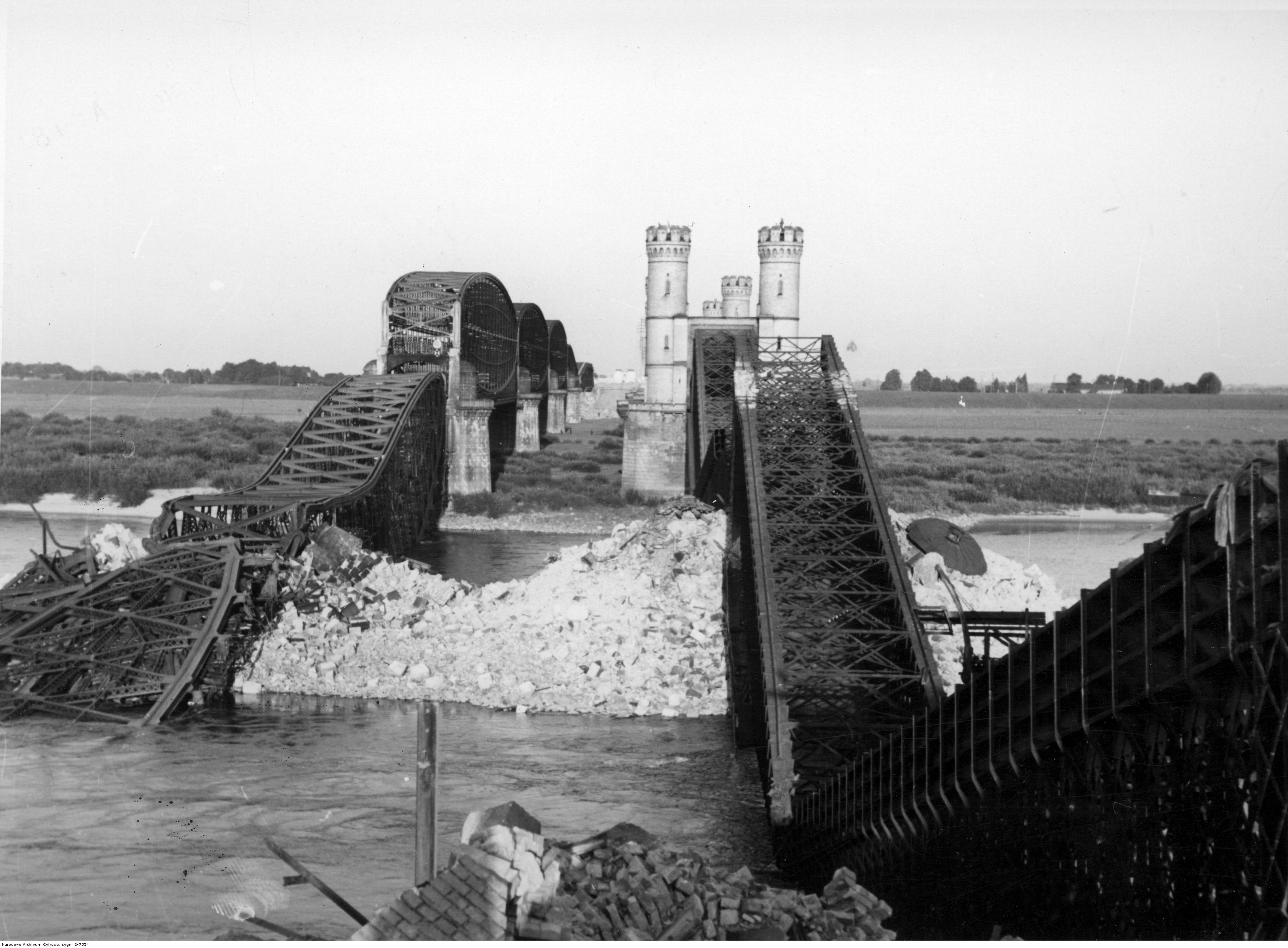
جسر للسكك الحديدية فوق نهر فيستولا؛ كان بيشفوسكي في عصابة للعمل القسري أجبرت على إزالة الأنقاض

بعد انهيار المقاومة البولندية للغزو الألماني، تم القبض على بيشوفسكي مع زميله الكشفي ألفونز «ألكي» كيبروفسكي (ولد في 9 أكتوبر 1921 ) من قبل المحتلين الألمان في مسقط رأسهم في تشكيو.

## قائمة المراجع
- كازيميرز بيشوفسكي، وآخرون. ، Byłem numberem ... : świadectwa z Auschwitz ، ed. ك. بيشوفسكي، وارسو، Wydawnictwo Sióstr Loretanek ، 2003، (ردمك 83-7257-122-8)
- Kazimierz Piechowski ، My i Niemcy ، وارسو، Wydawnictwo Sióstr Loretanek ، 2008، إصدار ثنائي اللغة: نص باللغة البولندية والألمانية (العنوان البولندي الأصلي، My i Nemcy («نحن والألمان»)، يتم تقديم Wir und die Polen («We والبولنديون») في القسم الألماني)، (ردمك 9788372573087)
- زيمون داتنر، Ucieczki ض niewoli niemieckiej، 1939  –  1945، وارسو، Książka ط Wiedza، 1966، الصفحات  –
- أوشفيتز: تاريخ جديد لورانس ريس الناشر: PublicAffairs؛ طبعة تصدير (4 يناير 2005) اللغة: الإنجليزية (ردمك 1-58648-303-X) (ردمك 978-1586483036)

## روابط خارجية
- كازيميرز بيشوفسكي على موقع IMDb (الإنجليزية)
- The 2006 documentary film Uciekinier ("Man on the Run") about Kazimierz Piechowski على يوتيوب
- Kazimierz Piechowski video على يوتيوب
- المغنية وكاتبة الأغاني كاتي كار تزور بيشوفسكي
- الجسر المنفجر في Tczew